# Il terremoto in Calabria
Il terremoto in Calabria  è un film di Vittorio Calcina del 1905 dedicato al terremoto in Calabria dell'8 settembre 1905 che colpì la zona di Nicastro in provincia di Catanzaro.